# 桂格敦 (特拉華州)
桂格敦（英語：Quakertown）是位於美國特拉華州蘇塞克斯縣的一個非建制地區。該地的面積和人口皆未知。

## 地理
桂格敦的座標為38°45′19″N 75°09′34″W / 38.75528°N 75.15944°W，而該地的平均海拔高度為7米（即23英尺）。